# La Moleta (Alcanar)
La Moleta és una muntanya de 337 metres que es troba al municipi d'Alcanar, a la comarca del Montsià.